# Albertina Carri
Pour les articles homonymes, voir Carri.
Albertina Carri est une réalisatrice argentine indépendante, née en 1973 à Buenos Aires. Associée au second Nouveau Cinéma Argentin des années 2000, la plupart de ses films traitent crûment de dysfonctionnements au sein de la famille.

## Biographie
Elle a quatre ans lorsque ses parents, Montoneros, sont arrêtés puis assassinés par la dictature argentine. Elle est alors élevée avec ses deux sœurs par ses grands-parents à Buenos Aires, puis par des oncle et tante à la campagne. À dix ans, elle retourne à Buenos Aires, dans un collège catholique.
Elle étudie deux ans à la faculté de Lettres, puis devient assistante opératrice durant les années 1990, sur les tournages d'On n'en parle pas de María Luisa Bemberg, D'amour et d'ombres de Betty Kaplan, ou encore Silvia Prieto de Martín Rejtman. Elle se fait connaître comme réalisatrice en 2002 avec le court-métrage d'animation pornographique Barbie también puede eStar triste, dans lequel Barbie, trompée par Ken, maintient des relations sexuelles avec la bonne métisse. En 2003, son documentaire expérimental et dérangeant Los rubios, sur la mémoire de ses parents desaparecidos (dont l'enlèvement en 1977 est rejoué avec des Playmobils), reçoit trois prix au BAFICI puis est présenté aux festivals de Locarno, Rotterdam et Toronto, ou encore aux Rencontres Cinémas d’Amérique Latine de Toulouse.
En 2005 Gémeaux (Géminis), long-métrage de fiction sur l'inceste entre un frère et une sœur, est sélectionné à la Quinzaine des réalisateurs du festival de Cannes. Son long-métrage suivant, La rabia, tragédie familiale dans la pampa, est sélectionné aux festivals de Berlin, Locarno ou encore Biarritz, et vaut à Albertina Carri le Coral de la meilleure réalisatrice au prestigieux festival international du nouveau cinéma latino-américain de La Havane. Cinéaste indépendante, elle préfère comme certains réalisateurs de sa génération (tels Mariano Llinás) projeter ses films au Malba plutôt que via les circuits habituels.
Elle milite avec son épouse, la journaliste Marta Dillon (es), pour les droits et la visibilité LGBTQ, créant ainsi en 2010 la société de production Torta ("lesbienne" en lunfardo), ou dirigeant artistiquement depuis 2013 le festival Asterisco. En 2008, elles ont un fils avec le graphiste Alejandro Ros, Furio, dont la triple filiation est reconnue en 2015.

## Filmographie partielle
- 2002 : Barbie también puede eStar triste
- 2003 : Los rubios (documentaire)
- 2005 : Gémeaux (Géminis)
- 2008 : La rabia
- 2010 : Restos (court métrage)
- 2012 : Pets (court métrage)
- 2016 : Cuatreros